# О (Норвегия)

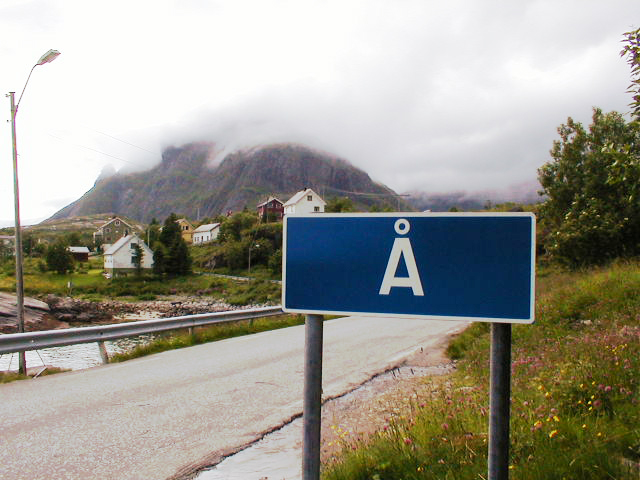
Дорожный знак на въезде в О часто воруют

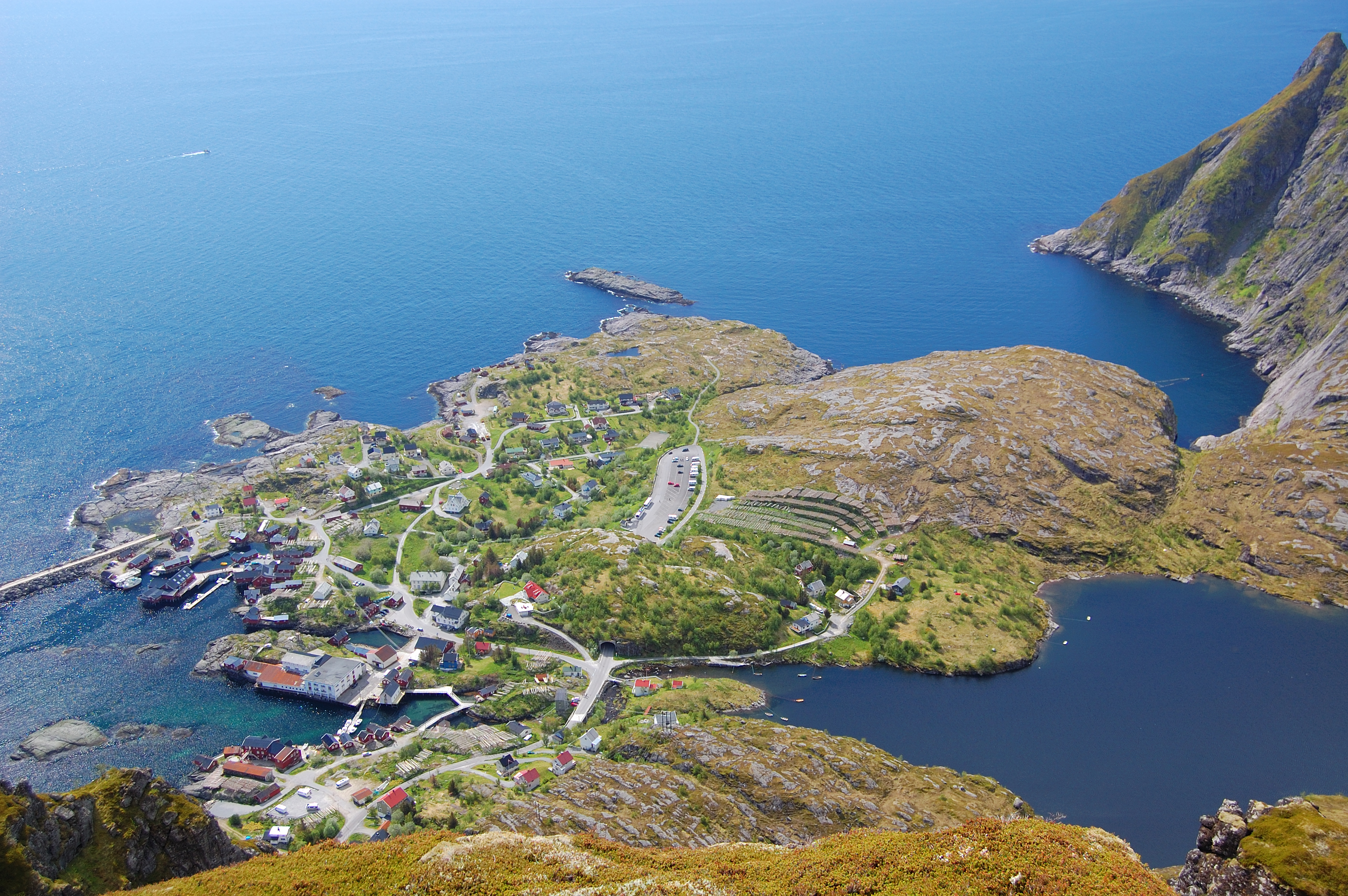
Вид на О, Москенес

О (норв. Å — ручей) — деревня в коммуне Москенес в Лофотене, Норвегия.
О — традиционная рыболовецкая деревня, специализирующаяся на изготовлении вяленой рыбы, а в настоящее время еще и на туризме. Здесь расположены Музей вяленой рыбы в Лофотене и Норвежский музей рыболовецкой деревни. Трасса Е10 начинается в О и заканчивается в городе Лулео в Швеции. Норвежскую часть трассы обычно называют «дорогой короля Улафа V» (норв. Kong Olav Vs vei).
Данное место часто упоминается как О в Лофотене (норв. Å i Lofoten — «i» означает «в»), чтобы отличать деревню от других мест с названием О (норв. Å). Почтовый адрес деревни — 8392 Сёрвоген (норв. Sørvågen).
Бо́льшая часть населённого пункта и соседнего пресноводного озера принадлежат рыболовецкой фирме Йохан Б. Ларсен.
В мае 2004 года здесь стартовал велопробег из пункта А в пункт Б (местом Б являлась деревня Би (англ. Bee) в штате Небраска в США; по-английски вторая буква латинского алфавита называется «би»).

## Название
Деревня (первоначально ферма) впервые упоминается в 1567 году. Название восходит к др.-исл. á «река» < прагерм. *axwō «водный поток».